# Spätzle arrabbiata oder eine Hand wäscht die andere
Spätzle arrabbiata oder eine Hand wäscht die andere ist eine Fernsehserie von Peter Evers, die im Mai 2021 im SWR Fernsehen ausgestrahlt wurde. Der Titel setzt sich aus traditionellen Speisen der schwäbischen und italienischen Küche zusammen. Die Spätzle und die arrabbiata – schwäbische Teigwaren und eine pikante, italienische Nudelsoße – symbolisieren die „schwäbische“ und italienische Mafia, gegen die sich die Familie Rossi zur Wehr setzen muss.

## Handlung
Nach zehn Jahren im Ausland kehrt der Koch Luca Rossi in seine schwäbische Heimat ins fiktive Aschberg und zu seiner Familie zurück. Lucas Halbbruder Pipo arbeitet gemeinsam mit Gina (Pipos Mutter und Lucas Stiefmutter) sowie Pipos Tochter Afrodite in der Pizzeria Mamma Gina, welche von Vater Umberto bis zu dessen Tod betrieben wurde. Die Pizzeria wird kaum von Gästen besucht und dient der kalabrischen Mafia lediglich zur Geldwäsche, was Luca, der der Pizzeria zu neuem Glanz verhelfen will, bereits kurz nach seiner Ankunft klar wird. Der ortsansässige Polizeihauptmeister Oliver Höpke, welcher der Bruder der Aschberger Bürgermeisterin Martina Höpke ist, vermutet die illegalen Aktivitäten der Familie, kann sie jedoch nicht beweisen. Gleichzeitig ist die Gemeinde u. a. am Kauf der Grundstücke der Rossis und des benachbarten Landwirts Anton Lenzinger, welcher gemeinsam mit seiner Nichte Judith einen Hofladen betreibt, in dem auch Luca einkauft, interessiert, um ein Großprojekt mit chinesischen Investoren verwirklichen zu können. Die Geschwister Höpke versuchen gemeinsam, die Rossis zu überführen. Höpkes Kollegin Tanja Falk lernt Luca in Folge eines Autounfalls kennen und verliebt sich in ihn.
Pipo hat sich in der jüngeren Vergangenheit verzockt, weshalb er der Mafia 30.000 Euro schuldet und von Mario Brasi unter Druck gesetzt wird. Infolgedessen kommt es zu einem Handgemenge, in welchem Brasi Pipo den kleinen Finger abhackt und Luca Brasi mit einem Nudelholz erschlägt. Mit Mühe und Not können sie den Vorfall geheim halten und betonieren schließlich die Leiche von Brasi in die Gartenterrasse der Pizzeria ein, nachdem mehrere  andere Entsorgungsversuche gescheitert waren. Den von Brasi genutzten Alfa Romeo Giulia verstecken sie vorübergehend in Antons Scheune.
Durch die guten Beziehungen zu Bernd von der ortsansässigen Schwäbischen Volksbank gelingt es der Bürgermeisterin, die Kreditbedingungen von Anton so zu ändern, dass dieser Insolvenz anmelden und seinen Hof räumen muss. Daraufhin erhängt sich Anton in seiner Scheune. Parallel dazu versucht Luca, die Pizzeria aufzuwerten und tüftelt an neuen Gerichten. Obwohl Pipo strikt gegen dieses Vorhaben ist, unterstützt Gina Luca in seinem Vorhaben und spricht ein Machtwort. Nachdem am ersten Abend nur ein Paar zum Essen gekommen ist und erste Ernüchterung eintritt, kommen am nächsten Abend so viele Gäste, dass das Lokal ausgebucht ist. Unter den Gästen ist auch Tanja. Obwohl die Gemeinde die Gas-, Wasser- und Stromversorgung der Pizzeria unterbricht, lässt sich die Familie nicht unterkriegen und wehrt sich gegen die Schikanen.
Nach Antons Selbstmord kommt dessen Nichte Judith bei den Rossis unter und hilft in der Pizzeria mit. Die Gemeinde hat nun einen neuen Plan gegen die Rossis und geht gegen die vermeintlich illegal errichtete Gartenterrasse der Pizzeria vor, indem diese abgesperrt wird. Auf der Bank wird Pipo von Bernd getäuscht und ihm eine als Datenschutzerklärung getarnte Unterlage zur Unterschrift vorgelegt, welche sich später als Gebäudebrandversicherung herausstellt. In der darauffolgenden Nacht begehen zwei Mitglieder des ortsansässigen Motorradclubs Rats einen Brandanschlag auf die Pizzeria. Nur knapp kann sich Familie Rossi, die in den oberen Stockwerken der Pizzeria lebt, vor dem Feuer retten. Polizist Höpke recherchiert in dem Fall und gelangt an die Versicherungspolice, welche auf Brandstiftung durch die Rossis selbst und dadurch auf Versicherungsbetrug schließen lässt. Dennoch erleben die Rossis vielseitige Unterstützung beim Wiederaufbau der Pizzeria aus der Aschberger Bevölkerung. Kurze Zeit später taucht jedoch der rachsüchtige Mafioso Don Conti auf.
Obwohl Don Conti anfangs noch erfolgreich über den Verbleib Brasis getäuscht werden kann, kommt es zum Showdown. Don Conti schießt auf Luca, das Projektil bleibt jedoch in Lucas Brieftasche stecken, Polizist Höpke erschießt Don Conti daraufhin. Zuvor hat er erkannt, dass seine Schwester Don Conti schützt, und kann die Machenschaften der Bürgermeisterin aufdecken.
Am Ende der letzten Episode erscheint ein weiterer Italiener, der sich zufrieden mit den Leistungen der Pizzeria zeigt. Polizist Höpke fährt mit einem Bagger auf die Terrasse der Pizzeria und beginnt, die Steinplatten mit einem Presslufthammer zu zerstören.

## Besetzung
| Schauspieler      | Rolle                 | Episoden | Bemerkungen                                                                              |
| ----------------- | --------------------- | -------- | ---------------------------------------------------------------------------------------- |
| Adam Bousdoukos   | Giuseppe „Pipo“ Rossi | 1–6      | Restaurantbesitzer, Bruder von Luca Rossi                                                |
| Giovanni Funiati  | Luca Rossi            | 1–6      | Koch, Bruder von Pipo Rossi                                                              |
| Giovanna Nodari   | Gina Rossi            | 1–6      | Restaurantbesitzerin, Mutter von Pipo und Luca Rossi                                     |
| Lilly Wiedemann   | Afrodite Rossi        | 1–6      | Tochter von Pipo Rossi                                                                   |
| Christina Hecke   | Martina Höpke         | 1–6      | Bürgermeisterin, Schwester von Oliver Höpke, Ehefrau von Joachim Höpke, Affäre von Bernd |
| Patrick von Blume | PHM Oliver Höpke      | 1–6      | Polizist, Bruder von Martina Höpke, Kollege von Tanja Falk                               |
| Teresa Rizos      | PHM Tanja Falk        | 1–6      | Polizistin, Kollegin von Oliver Höpke                                                    |
| Jakob Wild        | Mark Falk             | 1–6      | Sohn von Tanja Falk                                                                      |
| Sofie A. Miller   | Judith Lenzinger      | 1–6      | Landwirtin, Nichte von Anton Lenzinger                                                   |
| Jürgen Hartmann   | Anton Lenzinger †     | 1–4      | Landwirt, Onkel von Judith Lenzinger; begeht Suizid                                      |
| Felix Eitner      | Herbert Hechtle       | 1–6      | Baugemeinderat                                                                           |
| Johannes Suhm     | Bernd                 | 1–6      | Bankdirektor, Affäre von Bürgermeisterin Martina Höpke                                   |
| Tom Montaperto    | Mario Brasi †         | 1–2      | Mafia-Mitglied; wird von Luca Rossi erschlagen                                           |
| Michele Cuciuffo  | Don Conti †           | 4–6      | Mafia-Mitglied; wird von Oliver Höpke erschossen                                         |
| Raphael Nybl      | Chico                 | 1–6      |                                                                                          |
| Holger C. Gotha   | Joachim Höpke         | 1–6      | Ehemann von Bürgermeisterin Martina Höpke                                                |

## Entstehung & Veröffentlichung
Spätzle arrabbiata wurde von Polyphon für den SWR produziert. Der Arbeitstitel der im Oktober 2019 gestarteten Produktion lautete „How to make Swabia great again oder Spätzle arrabbiata“.
Die Dreharbeiten zu Spätzle arrabbiata fanden im September und Oktober 2019 in Balingen und Schömberg im Zollernalbkreis in Baden-Württemberg statt.
Als Pizzeria Mamma Gina wurde das ehemalige Gasthaus Staudamm an der Schlichemtalsperre in Schömberg genutzt. Dort fanden neben den Außenaufnahmen auch die Innenaufnahmen in der Pizzeria, der Küche, den Lagerräumen und den Zimmern statt. Weitere Aufnahmen fanden direkt an der Schlichemtalsperre, auf der Gemeindeverbindungsstraße zwischen Schömberg und Dotternhausen, an der Materialseilbahn Dotternhausen–Plettenberg sowie in und um die Wallfahrtskirche Palmbühl in Schömberg statt. Die Luftaufnahmen von Schömberg wurden mit Hilfe einer Drohne sowie vom angrenzenden Plettenberg aufgenommen.
Weitere Drehorte waren das Rathaus, die Innenstadt und der Spielplatz Heuberg von Balingen. Vereinzelte Szenen u. a. vom Bauernhof der Lenzingers wurden bei Rottweil gedreht.

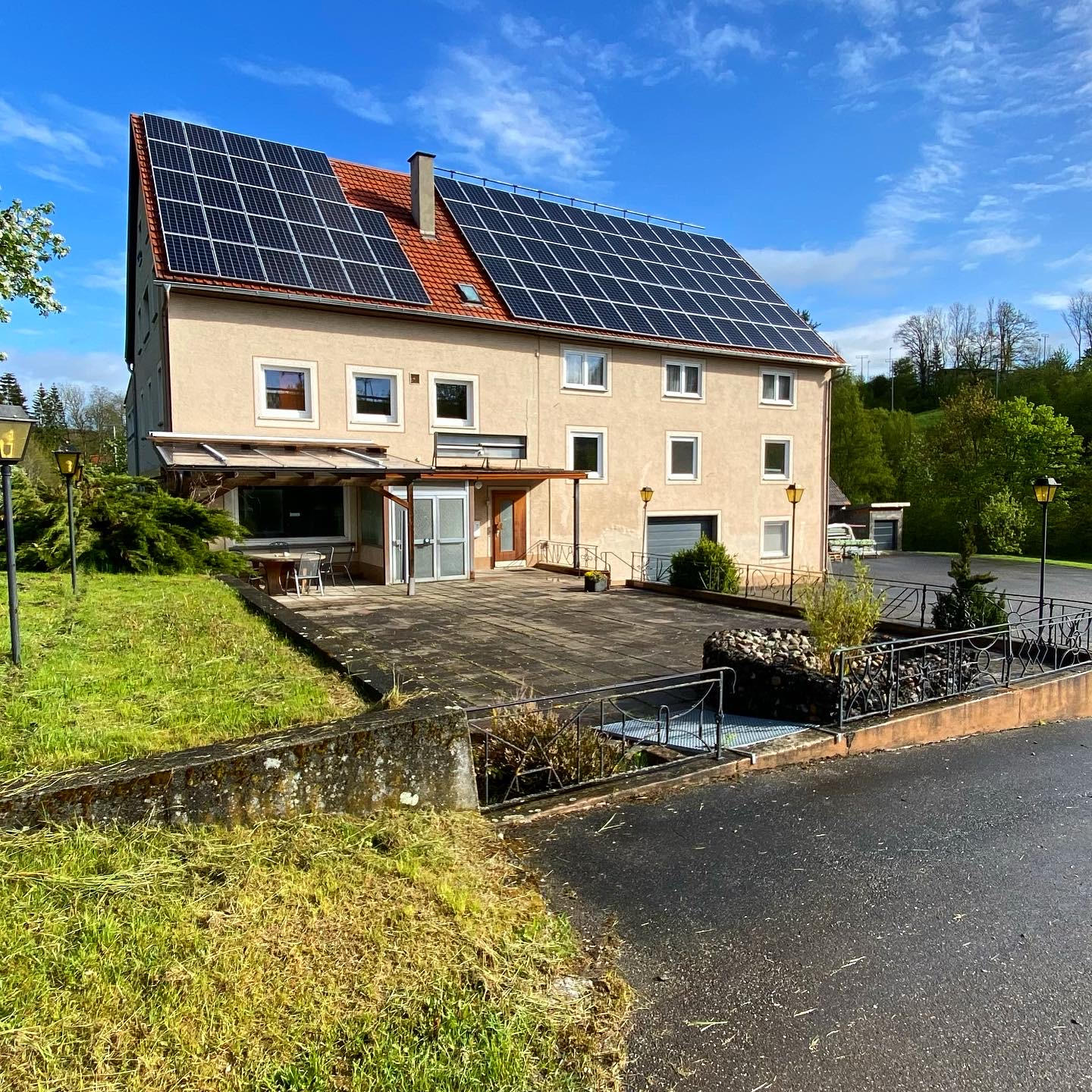
Ehemaliges Gasthaus Staudamm (Mamma Gina)
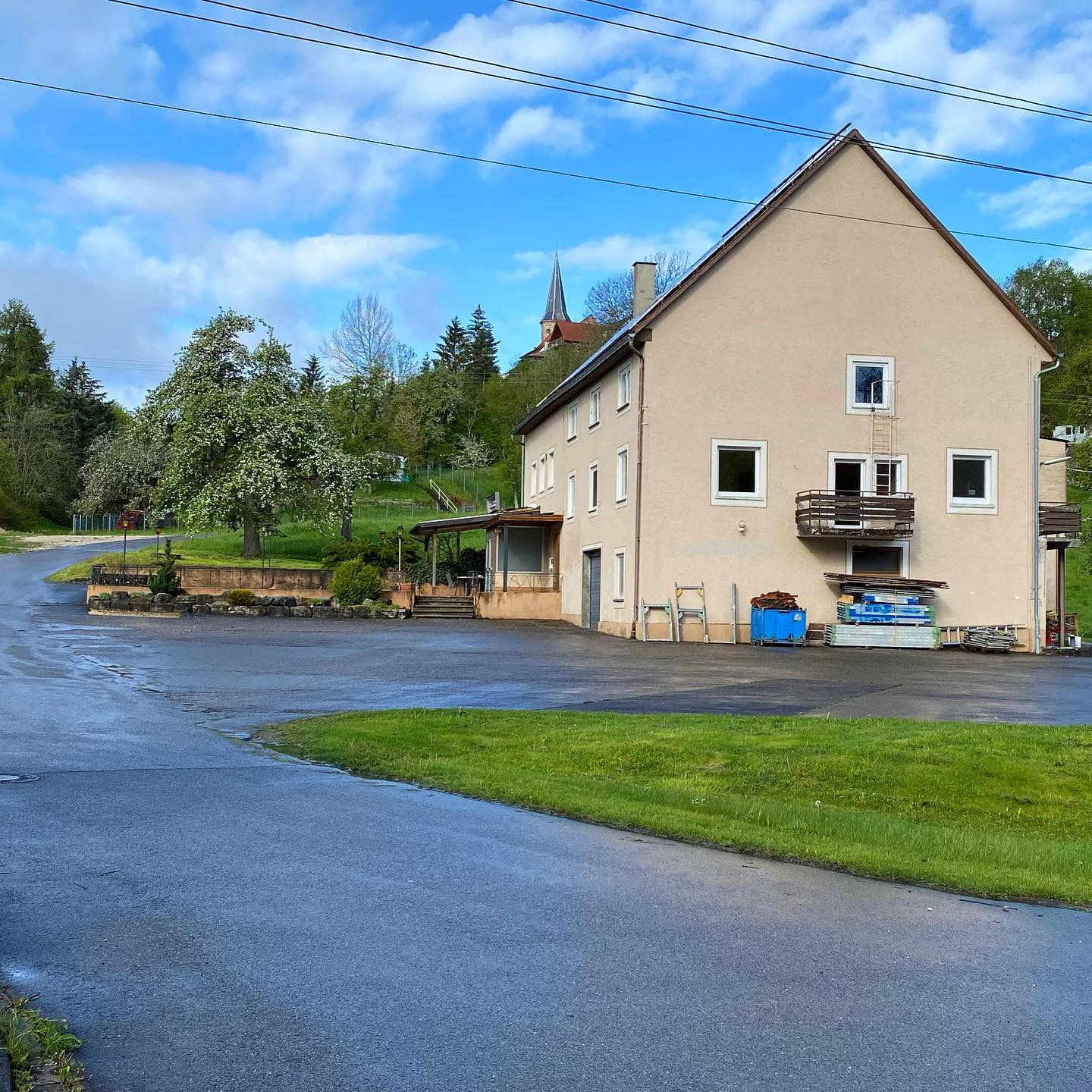
Gasthaus Staudamm, anderer Blickwinkel
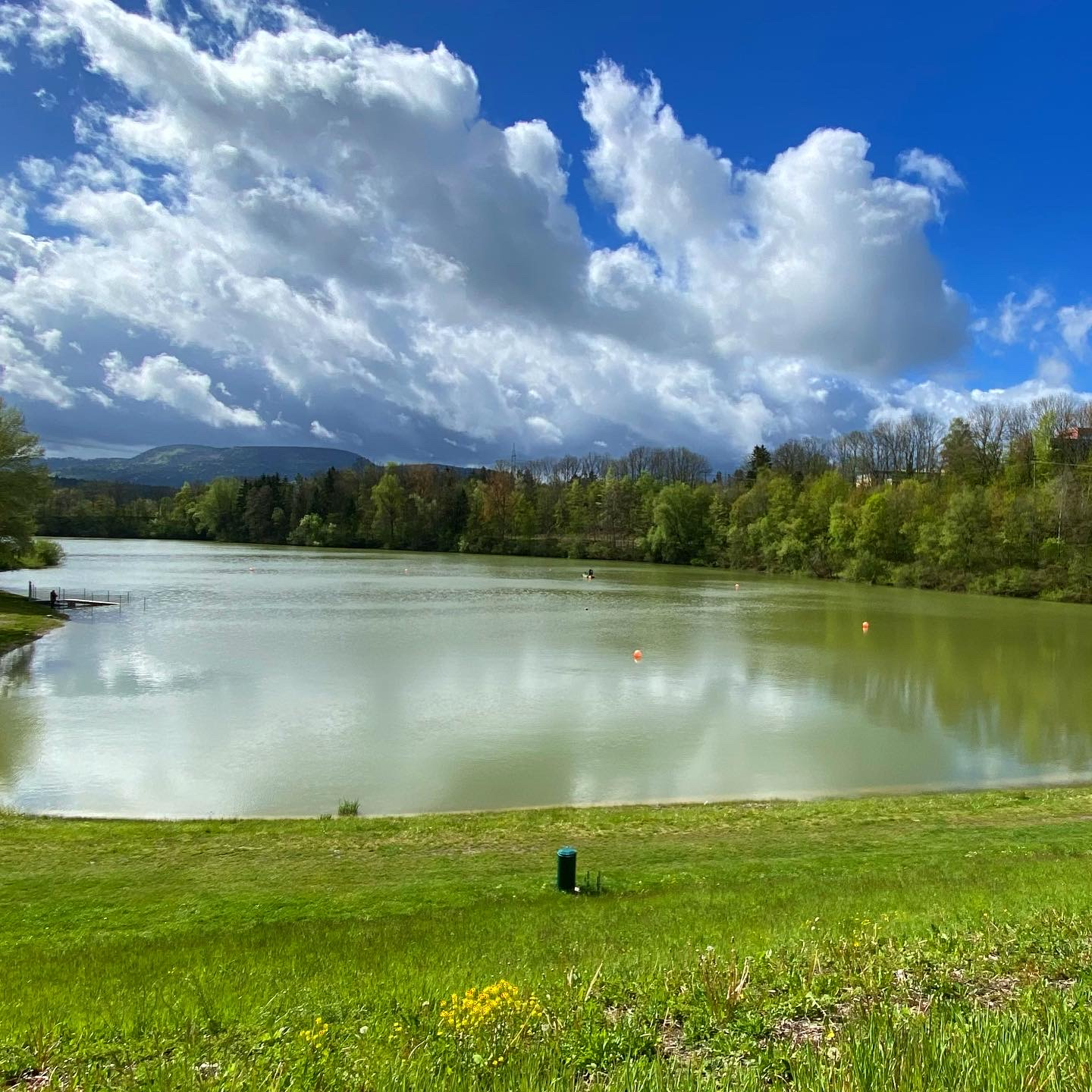
Schlichemtalsperre bei Schömberg
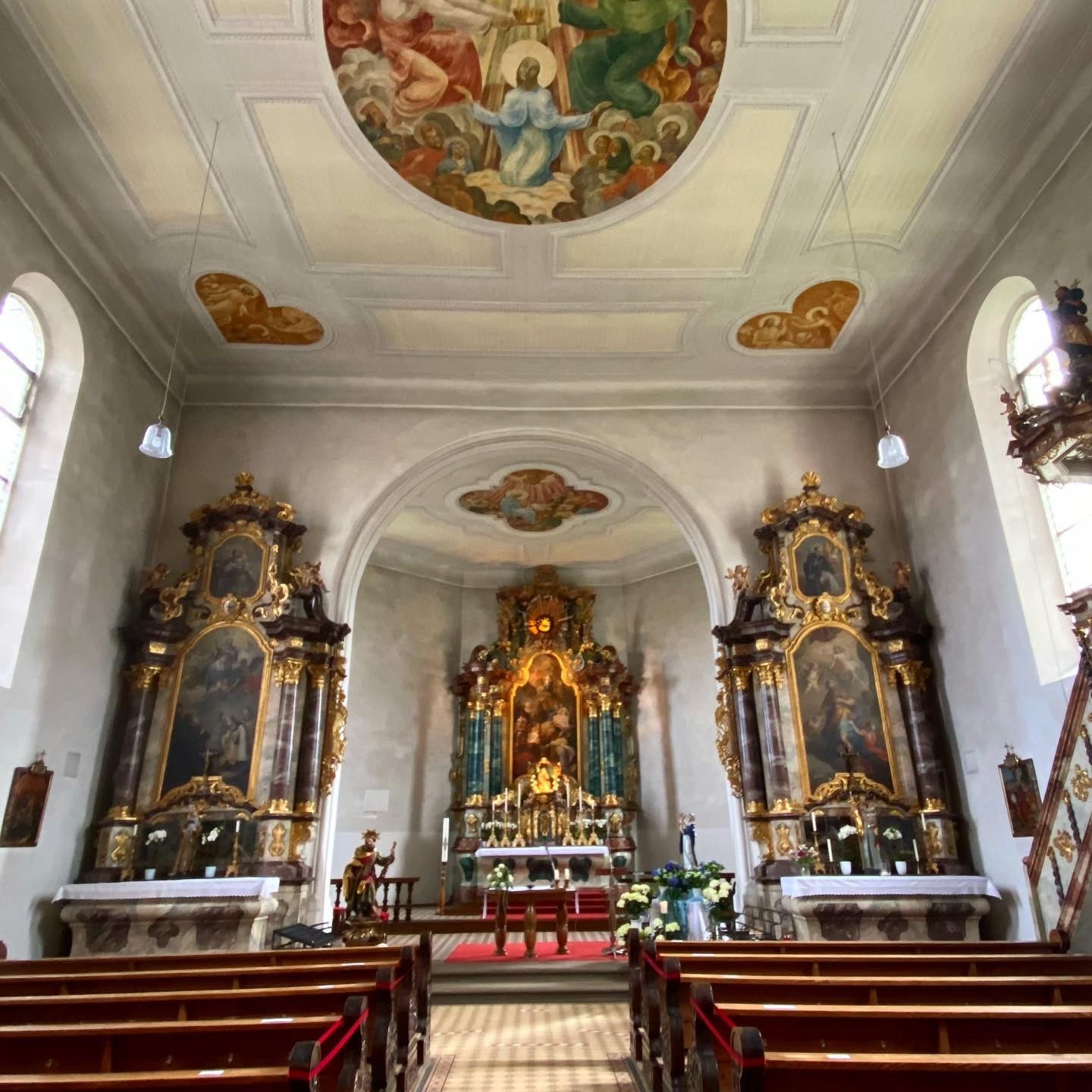
Palmbühlkirche bei Schömberg
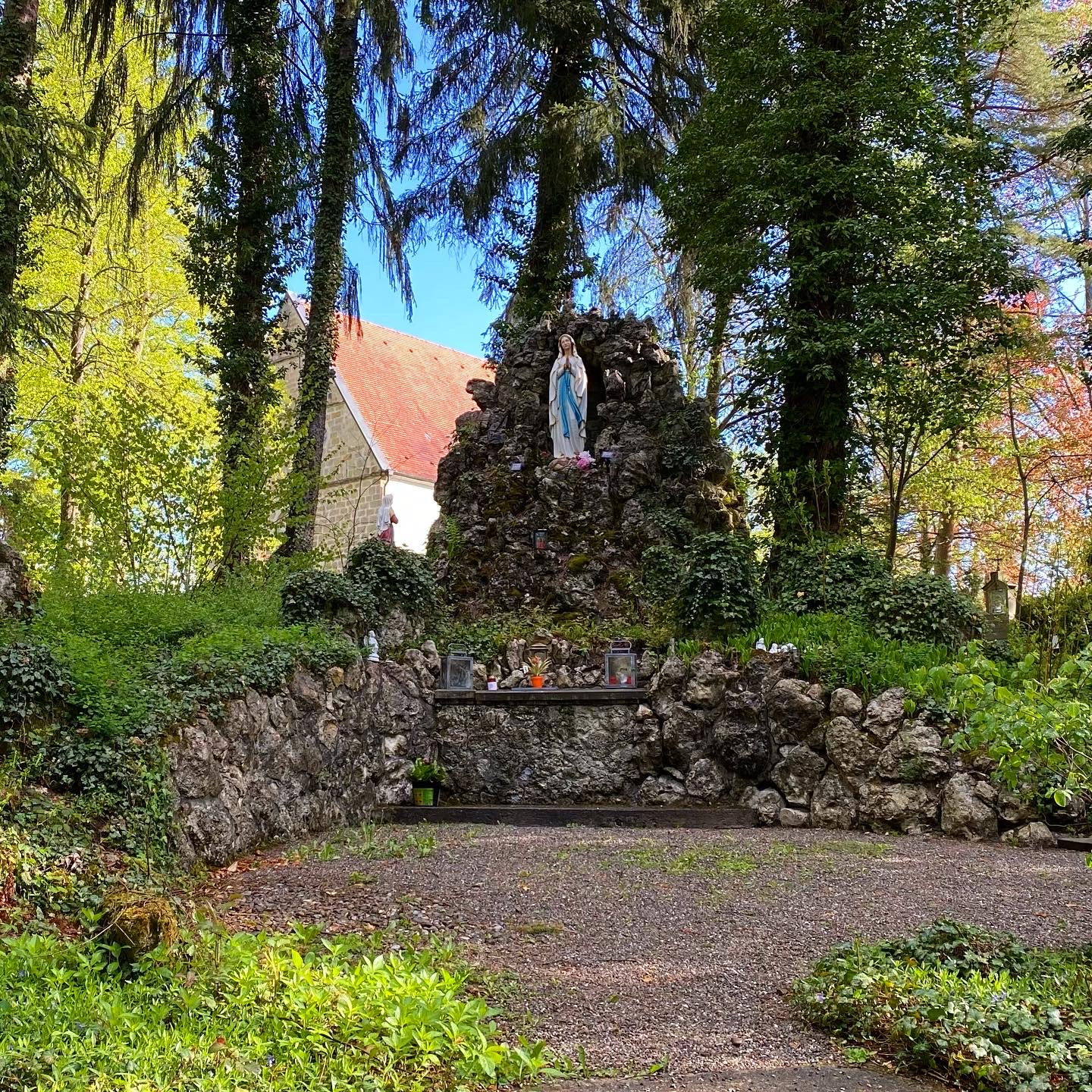
Mariengrotte bei der Palmbühlkirche

Alle Folgen von Späzle arrabbiata standen ab 1. Mai 2021 noch vor Erstausstrahlung im Fernsehen in der Mediathek der ARD zum Abruf bereit. Vom 13. bis zum 15. Mai 2021 wurden täglich jeweils zwei Folgen zur Hauptsendezeit um 20:15 und 21:00 Uhr im SWR ausgestrahlt. Die komplette Serie wurde am 4. Juni 2021 auf DVD veröffentlicht. Obwohl die letzte Folge der ersten Staffel mit einem Cliffhanger endet, wurde eine Fortsetzung bislang nicht angekündigt.